# Mys (seriál)
Mys (v anglickém originále The Cape) je americký dramatický televizní seriál, který byl premiérově vysílán v syndikaci letech 1996–1997, kdy bylo v jedné řadě natočeno 22 dílů. Seriál pojednává o skupině amerických astronautů působících v Kennedyho vesmírném středisku NASA na Floridě a zaměřuje se jak na jejich osobní životy, tak na jejich výcvik a průběh jejich misí v raketoplánech Space Shuttle. Natáčen byl v autentických lokacích v okolí města Cape Canaveral. Jako technický konzultant působil u seriálu Buzz Aldrin. V Česku byl seriál vysílán od 29. srpna 1998 do 28. ledna 1999 na ČT1.

## Obsazení
- Corbin Bernsen jako plukovník Henry „Bull“ Eckert
- Adam Baldwin jako plukovník Jack Riles
- Cameron Bancroft jako kapitán Zeke Beaumont
- Bobby Hosea jako major Reggie Warren
- David Kelsey jako D. B. Woods
- Katie Mitchell jako vedoucí tiskového odboru Andrea Wylerová
- Bobbie Phillips jako nadporučík Barbara DeSantosová
- Chad Willett jako Peter Engel
- Tyra Ferrell jako Tamara St. Jamesová